# Euchromadora denticulata
Euchromadora denticulata is een rondwormensoort uit de familie van de Chromadoridae. De wetenschappelijke naam van de soort is voor het eerst geldig gepubliceerd in 1914 door Cobb.